# Kerbakhiar
Kerbakhiar (azeri: Kəlbəcər) är en distriktshuvudort i Azerbajdzjan.   Den ligger i distriktet Kəlbəcər Rayonu, i den västra delen av landet, 300 km väster om huvudstaden Baku. Kerbakhiar ligger 1 555 meter över havet och antalet invånare är 8 400.
Terrängen runt Kerbakhiar är bergig västerut, men österut är den kuperad. Kerbakhiar ligger nere i en dal. Runt Kerbakhiar är det ganska glesbefolkat, med 25 invånare per kvadratkilometer.. Kerbakhiar är det största samhället i trakten. 
Trakten runt Kerbakhiar består i huvudsak av gräsmarker.